# Belén Boville Luca de Tena
Belén Boville Luca de Tena (Madrid, España, 25 de diciembre de 1962), escritora, guionista y periodista española. Doctora en Filosofía y Letras (Geografía e Historia) ha publicado varios ensayos, relatos, y piezas de teatro, además de ser columnista en medios españoles y mexicanos, y recibir varios premios periodísticos y literarios.

## Biografía
Bisnieta y nieta y de los fundadores del Diario ABC, Torcuato y Juan Ignacio Luca de Tena, vivió su infancia en el seno de una familia extensa tras la muerte de su madre. Estudió en el Colegio de las Irlandesas y llegó a doctorarse por la Universidad Complutense de Madrid. Formó parte de la movida madrileña cuando empezaba a extenderse el consumo de drogas entre los jóvenes, y a surgir los primeros problemas de sobredosis.
En 1987 inició su carrera periodística en ABC de Sevilla, donde publicó la columna Sirena Verde (1995-2003) que recorrió varios medios: Diario de Ciudad Victoria (Tamaulipas, México), EFE verde, y en El País como blog. También colaboró en el diario Información El Puerto, con la columna “Sin Rayas”, en la revista Cáñamo con “Enfoque global”, y en la revista Onexpo de México con “Fluido Verde”. Sus reportajes, tribunas y entrevistas han sido publicados en diarios y revistas de España y América Latina: El País, El Mundo, Diario de Cádiz, Europa-Sur, Diario Vasco, El Correo Español, Informativo Andino, Granma Internacional.
En 1989 comenzó el doctorado “Problemas y Perspectivas en la Integración de América Latina”, y defendió la tesis doctoral “Las relaciones Interamericanas ante la lucha contra la droga” en 1994. Ese mismo año fue becada por la 'Fundación Universidad-Empresa' para la realización de una maestría en Educación Ambiental en la UNED/UNESCO, dirigida por la catedrática María Novo.
Activa en distintos movimientos sociales, residió en la provincia de Cádiz, durante 20 años, donde promovió la defensa del litoral, y la lucha contra el ruido, junto a su primer esposo, el pintor y poeta José Antonio Navalón.
En 2000 publicó su libro "La guerra de la cocaína, drogas, geopolítica y medio ambiente" en la editorial Debate (Random House), y su obra de teatro “Los Gordos”, que en 1999 fue dirigida por Juan Dolores Caballero en una lectura dramatizada en el Centro Andaluz de Teatro.
En 2003 se instaló en Ciudad Victoria (México) como profesora de la Universidad Autónoma de Tamaulipas y en calidad de cooperante de la Agencia Española de Cooperación y Desarrollo. Durante su estancia en México, publicó en Estados Unidos su ensayo “The cocaine war: Drugs and politics” (2004), muy crítico con el papel de los estadounidenses en la guerra contra las drogas. Tras recibir amenazas, en 2006 regresó a España, donde completó su formación con un postgrado en Gestión Empresarial y Dirección de Comunicación (IE). En 2013 fue ordenada monja del Budismo Soto Zen por la Maestra Bárbara Kosen, discípula del Maestro Taisen Deshimaru, y desde entonces forma parte activa de su sangha.
Ha obtenido los siguientes premios: (a) "Estrabón de la Santa Luz" (Sanlúcar de Barrameda, Cádiz, 1998); (b) VIII premio "José María Martín" (San Fernando, Cádiz, 1999); (c) I Premio de la Plataforma de Agricultura Sostenible a Carne Feliz de la Dehesa (Madrid, 2012). En 2007 quedó finalista del Premio Alsa “Cuentos sobre Ruedas” con el relato “Tu papá, prietita”, y en 2009 obtuvo el XIII Premio Nacional de Relatos 'José González Torices' con el relato “Cuando tus ojos se cierran”.

## Publicaciones

### Ensayos
- La guerra de la cocaína. Drogas, Geopolítica y Medio Ambiente (2000), Ed. Debate (Random House España, 2000). ISBN 978-0553061147.
- The cocaine war: drugs and politics in context (2004), Algora Publishers, Nueva York, 2004. ISBN 978-0875862934.
- junto con Sánchez González, Diego (Eds., 2007), Planificación territorial y Desarrollo Sostenible en México, Perspectiva Comparada, ediciones 'Universidad de Barcelona' y 'Universidad Autónoma de Tamaulipas'. ISBN 978-84-611-9500-8.

### Obras de teatro
- Los gordos (2000), Ed. Junta de Andalucía, 2000. ISBN 978-84-8-2661421.
- Monólogo del Anarquista (1994), en Monólogos IV, ed. 'Asociación de Autores de Teatro' (1994). ISBN 84-88659-14-8.
- Mónologo del Calvo (2002), en 'Revista Art Teatral' n° 16. ISSN 0214-350X.
- Ecosistemas en VVAA (1999). Estrecho, una poética de la solidaridad, ed. 'Diputación de Cádiz'. ISBN 978-84-87144-94-3

### Relatos
- Pitré no es verde/Pete is not green (2017), Editorial Kolima, ISBN 978-84-16994-12-0.
- Tu papá, prietita (2008), en VVAA, Cuentos Sobre Ruedas, ediciones Alsa. Premio 'Cuentos Sobre Ruedas' 2008 (finalista). Publicación online Revista 'Punto en línea' nº 11, UNAM, México.
- La caja blanca (2009), en VVAA, Asentamientos, editorial Fuentetaja. ISBN 978-84-95079-43-5.
- Cuando tus ojos se cierran (2009). XIII Premio José González Torices. Publicación en línea en blog 'Sirena Verde', 14 de octubre de 2009) (texto en línea).
- Cuatro Estaciones (1989) Carpeta de relatos de Belén Boville y litografías de Navalón, prólogo de Luis Antonio de Villena

### Artículos académicos destacados
- La Mesa por Colombia, El País, 19 de julio de 2000 (texto en línea)
- La Diplomacia de las Drogas en las Relaciones Estados Unidos - América Latina (2007), Diálogo Magazine n° 10, Center for Latino Research, de Paul University.
- El proceso de acreditación como motor de la excelencia educativa (2006). Boletín de Investigación Educacional, vol. 21 nº 1, ISSN 0717-2494, Pontificia Universidad Católica de Chile, Facultad de Educación.
- Narcotráfico y Medio Ambiente. Una aproximación (1995), revista 'Papeles para la Paz' n° 54, ediciones CIP.

### Colaboraciones
- Dolors Alberola (2012). "Todos los trenes mueren en línea recta", prólogo de Belén Boville Luca de Tena. Jerez de la Frontera, editorial Origami, 2012. ISBN 978-84-940482-2-7.

- Inmaculada Rodríguez Cunill, “Felicidad en el inmozulo” (2008). Introducción al catálogo de su exposición, por Belén Boville Luca de Tena, Sala de Exposiciones Delegación Provincial de Cultura, Cádiz, 31 de enero - 19 de marzo de 2008.